# 都市的童話
《都市的童話》（英語：Romance Beyond），台灣翻譯為《夢幻傳說》，是香港電視廣播有限公司（無綫電視）製作的時裝電視劇，全劇共20集，1993年在翡翠台首播，監製王心慰。無綫曾就此劇推出VCD及DVD版。本劇一直被指模仿日本漫畫家桂正和繪製的愛情喜劇少年漫畫《電影少女》。
本劇於2007年12月18日在翡翠台、2017年9月27日在TVB經典台重播，2018年在TVB星河頻道“好戲珍藏館”時段重播。2022年在TVB星河頻道“甜蜜的时光”時段再度重播。

## 故事大綱
一次電腦故障，令電腦遊戲設計師齊達沖（林文龍飾）創造的故事人物丁噹（朱茵飾）、莎樂美（關寶慧飾）及孫喬頭（黎彼得飾）從電腦中走出。達沖誤會丁噹為偷渡者，但最終經不起她的懇求而暫時收留她。達沖與伍嘉文（盧敏儀飾）有指腹為婚之約，嘉文卻與沖弟齊達志（林偉飾）相戀。其後達志與嘉文鬧翻，二人更分別戀上丁噹與達沖。達沖與丁噹日久生情，但丁噹是電腦虛擬人物，因而未敢接受達沖的感情……

## 演員表

### 主要演員
- 林文龍 飾 齊達沖
- 朱　茵 飾 丁　噹（左拉）為電視遊戲中的公主，最後化成泡沫消失，意念來自人魚公主。
- 林　偉 飾 齊達志（齊達沖弟）
- 盧敏儀 飾 伍嘉文（第二女主角，喜歡齊達沖)
- 關寶慧 飾 莎樂美（遊戲女魔頭，擅長用電擊）
- 黎彼得 飾 孫喬頭（遊戲人物小老頭，喜歡喝酒）
- 許紹雄 飾 伍百通（風水高手，伍嘉文之父）
- 陳曼娜 飾 郭天娜（第8、9、11、16－20集)

### 其他演員
- 黃一山 飾 IQ博士（天才，齊達沖好友，第7、10－11、14－20集)
- 張英才 飾 齊　仁（齊爸爸）
- 白　茵 飾 顧冬蘭（齊達沖母）
- 于　楓 飾 鍾素素
- 阮毅雄 飾 計程車司機（第8集）
- 朱咪咪 飾 譚西梅（齊達志母）
- 王維德 飾 白賴仁（第4－6、8－9、12－13集）
- 黎芷珊 飾 張蓮娜（第2、5、7、9－10、12－14集）
- 李顯明 飾 莊菲臘（第5－6集）
- 黃志祥 飾 鄭　南
- 何浩源 飾 彭彼得（彼得，遊戲公司員工，製作雙胞智多星）
- 周匡朝 飾 邱哥雄（哥頓，遊戲公司主管，針對陷害齊達沖，1993年度最終極大反派）
- 黃瑋琳 飾 馬　田
- 李桂英 飾 方雲迪
- 黎秀英 飾 王阿好（好姐）
- 黃靜宜 飾 晶　晶
- 羅國暉 飾 史提芬
- 千　秋 飾 馮伊花
- 黃建峰 飾 馮馬斯
- 方　傑 飾 沈先生
- 蘇恩磁 飾 老板娘（第3集）
- 凌　漢 飾 亞　吉
- 蕭玉燕 飾 何瑪利
- 鄭英龍 飾 標　哥
- 薛　峻 飾 龍　哥
- 黃仲匡 飾 蛇　哥
- 溫雙燕 飾 太太甲
- 余美玲 飾 BEE　BEE
- 余美儀 飾 GI　GI
- 李家強 飾 陳　森
- 劉煒全 飾 李威林
- 何昭傑 飾 阿　偉
- 何壁堅 飾 邱　生

## 其他
劇集得到日本電視遊戲公司「Hudson Soft」於香港成立之「Hudson ERA Soft Co., Ltd.」（中文名稱為「和盛電腦技術有限公司」，已結業）協助拍攝，公司名字出現於每集片末字幕鳴謝名單。
從本劇的場境中出現的架空遊戲製作公司所見，均貼滿Hudson Soft的遊戲軟體宣傳海報；劇中齊達沖所創作的遊戲（即丁噹出身之處）則借用PC Engine遊戲軟體《COTTON （页面存档备份，存于）》的畫面，該遊戲HUDSON ERA亦有份參與製作；劇集配樂多取自Hudson Soft的PC Engine遊戲軟體《天外魔境Ⅱ》。